# Klementynów (Lublin)
Pour les articles homonymes, voir Klementynów.
Klementynów (prononciation : [klɛmɛnˈtɨnuf]) est un village polonais de la gmina de Niedźwiada dans le powiat de Lubartów de la voïvodie de Lublin dans l'est de la Pologne.
Il se situe à environ 8 kilomètres au nord-est de Lubartów (siège du powiat) et 31 kilomètres au nord de Lublin (capitale de la voïvodie).
Le village comptait approximativement une population de 144 habitants en 2012.

## Histoire
De 1975 à 1998, le village est attaché administrativement à l'ancienne Voïvodie de Lublin.

Depuis 1999, il fait partie de la nouvelle voïvodie de Lublin.